# 법무법인
법무법인(corporated law firm,法務法人)은 대한민국법에서 법인으로 설립하는 로펌을 말한다. 대한민국 변호사법에는 제40조에서 무한책임을 지는 '법무법인'을, 58조의2에서 법무법인(유한)을, 설립할 수 있게 되어 있다. 

## 일반 회사와의 관계
무한책임을 지는 (일반) 법무법인은 변호사법 제58조 (다른 법률의 준용)에 따라 합명회사의 기준이 준용된다. 유한법무법인은 제58조의17에 의해 유한회사의 기준이 준용된다.

## 설립 조건
무한(일반) 법무법인은 경력 5년 이상 변호사 1명을 포함한 3명의 변호사가 있어야 설립할 수 있다. 법무법인(유한)은  법조경력 10년 이상 변호사 2명을 포함한 7명의 변호사가 있어야 설립할 수 있다.